# رون كاري (نقابي)
رون كاري (بالإنجليزية: Ron Carey)‏ هو نقابي أمريكي، ولد في 22 مارس 1936 في لونغ آيلاند سيتي في الولايات المتحدة، وتوفي في 11 ديسمبر 2008 في كوينز في الولايات المتحدة بسبب سرطان الرئة.

## وصلات خارجية
- رون كاري على موقع الموسوعة البريطانية (الإنجليزية)
- رون كاري على موقع إن إن دي بي (الإنجليزية)